# Leon Hiard
Leon Baudouin Pierre Joseph Hiard (Haine-Saint-Pierre, 8 juli 1857 - Schaarbeek, 6 januari 1921) was een Belgisch senator.

## Levensloop
Hiard was beroepshalve industrieel, afgevaardigd bestuurder van de Compagnie Centrale de Construction.
Hij werd verkozen tot gemeenteraadslid en schepen van Haine-Saint-Pierre.
In 1908 werd hij verkozen tot liberaal provinciaal senator voor Henegouwen en vervulde dit mandaat tot aan zijn dood. Hij werd toen voor enkele maanden opgevolgd door Nobelprijswinnaar Jules Bordet.